# 2020 em Portugal
Lista dos principais acontecimentos no ano 2020 em Portugal.

## Incumbentes
- Presidente da República: Marcelo Rebelo de Sousa
- Primeiro-Ministro: António Costa (XXII Governo Constitucional)
- Presidente da Assembleia da República: Eduardo Ferro Rodrigues (XIV Legislatura)
  - Presidente do Governo Regional dos Açores:
    - Vasco Cordeiro (XII Governo Regional)
    - José Manuel Bolieiro (XIII Governo Regional)

  - Presidente do Governo Regional da Madeira: Miguel Albuquerque (XIII Governo Regional)

## Eventos

### Janeiro
- 11 de janeiro — Primeira volta das eleições diretas no Partido Social Democrata, em que nenhum dos candidatos (Rui Rio, Luís Montenegro, e Miguel Pinto Luz) consegue atingir a maioria absoluta.
- 14 de janeiro — O Tribunal Europeu dos Direitos do Homem condena o Estado português a pagar uma indemnização de 13 mil euros à família de um dos estudantes que morreram na sequência da Tragédia do Meco, em dezembro de 2013, uma vez que a investigação do caso não satisfez os requisitos da legislação europeia.[1]
- 18 de janeiro — Rui Rio derrota Luís Montenegro na segunda volta das eleições diretas para a liderança do Partido Social Democrata.[2]
- 26 de janeiro — XXVIII Congresso do CDS–PP, onde foi eleito e tomou posse Francisco Rodrigues dos Santos como sucessor de Assunção Cristas na direção do partido.[3]

### Fevereiro
- 8 de fevereiro — André Ventura anuncia a sua candidatura à Presidência da República nas eleições de 2021, em vídeo enviado aos dirigentes e militantes do partido CHEGA.[4]
- 15 de fevereiro — Isabel Camarinha é eleita secretária-geral da Confederação Geral dos Trabalhadores Portugueses (CGTP), tornando-se a primeira mulher a liderar a central sindical.[5]
- 16 de fevereiro — Num jogo de futebol contra o Vitória de Guimarães no Estádio D. Afonso Henriques, o jogador do Futebol Clube do Porto Moussa Marega é alvo de insultos racistas vindos das bancadas e decide abandonar o jogo por vontade própria quando a situação escalou ao marcar o 2-1 que daria a vitória ao Porto. O incidente mereceu a reprovação do Presidente da República, do Governo, da Liga Portuguesa de Futebol Profissional, de outros clubes de futebol, de deputados e de estrelas do desporto internacional.[6]
- 20 de fevereiro — A Assembleia da República aprova na generalidade cinco projetos de lei para a despenalização da eutanásia, dando luz verde ao processo legislativo relativo à morte medicamente assistida.[7]

### Março
- 2 de março — Primeiros dois casos confirmados de COVID-19 em Portugal: o primeiro, um médico de 60 anos regressado de férias no norte de Itália, foi internado no Hospital de Santo António; o segundo, um homem de 33 anos regressado de Valência, em Espanha, internado no Hospital de São João. O novo coronavírus já tinha sido detectado em dois cidadãos portugueses no estrangeiro.[8]
- 8 de março — O Presidente da República Marcelo Rebelo de Sousa cancela toda a sua actividade pública, que compreendia contacto com um número elevado de portugueses e deslocações ao estrangeiro, entrando em período de isolamento voluntário em sua casa em Cascais por ter contactado no Palácio de Belém com alunos de uma escola de Felgueiras onde mais tarde se veio a confirmar um caso de COVID-19.[9]
- 13 de março — No contexto da pandemia de COVID-19, e após reunião do Conselho de Ministros, o Ministro da Administração Interna Eduardo Cabrita e a Ministra da Saúde Marta Temido assinam o despacho de Declaração de Situação de Alerta abrangendo todo o território nacional, determinando a adoção de medidas de carácter excecional como a interdição da realização de eventos que reúnam grandes números de pessoas, suspensão do funcionamento de estabelecimentos de restauração e de bebidas, e prevendo também o aumento de estado de prontidão das forças de segurança e agentes de proteção civil em eventuais operações de apoio na área da saúde pública.[10][11]
- 13 de março — A Conferência Episcopal Portuguesa suspende o culto público católico, como medida de contenção da pandemia de COVID-19.[12]
- 16 de março — Confirmada a primeira vítima mortal do COVID-19 em Portugal. A imprensa identifica a vítima como Mário Veríssimo de 81 anos e com doença pulmonar crónica, internado há vários dias no Hospital de Santa Maria, antigo enfermeiro-massagista no Clube de Futebol Estrela da Amadora onde trabalhou com Jorge Jesus (que já havia feito declarações à televisão sobre o estado grave de um seu amigo).[13]
- 18 de março — Reunião do Conselho de Estado, convocada para analisar a decisão de decretar o estado de emergência em todo o território nacional, no contexto da pandemia de COVID-19.[14] Após autorização da Assembleia da República, o Presidente Marcelo Rebelo de Sousa decreta o estado de emergência por 15 dias, nos termos da Constituição.[15]

### Abril
- 2 — A Assembleia da República vota a favor da renovação do estado de emergência durante mais quinze dias.[16]
- 17 — A Assembleia da República vota a favor da renovação do estado de emergência durante mais quinze dias.

### Maio
- 2 — Fim do estado de emergência.[17]
- 18 — Tem início o restauro dos Painéis de São Vicente de Fora, a ser feito de forma faseada até 2022, por conservadores do Museu Nacional de Arte Antiga, apoio técnico do Laboratório José de Figueiredo e do Laboratório HERCULES da Universidade de Évora, bem como de um grupo de consultores internacionais que inclui conservadores-restauradores e historiadores de arte da Universidade de Ghent, do Instituto Central de Restauro da Bélgica, da National Gallery de Londres, do Metropolitan Museum of Art de Nova Iorque, e do Museu do Prado em Madrid.[18]

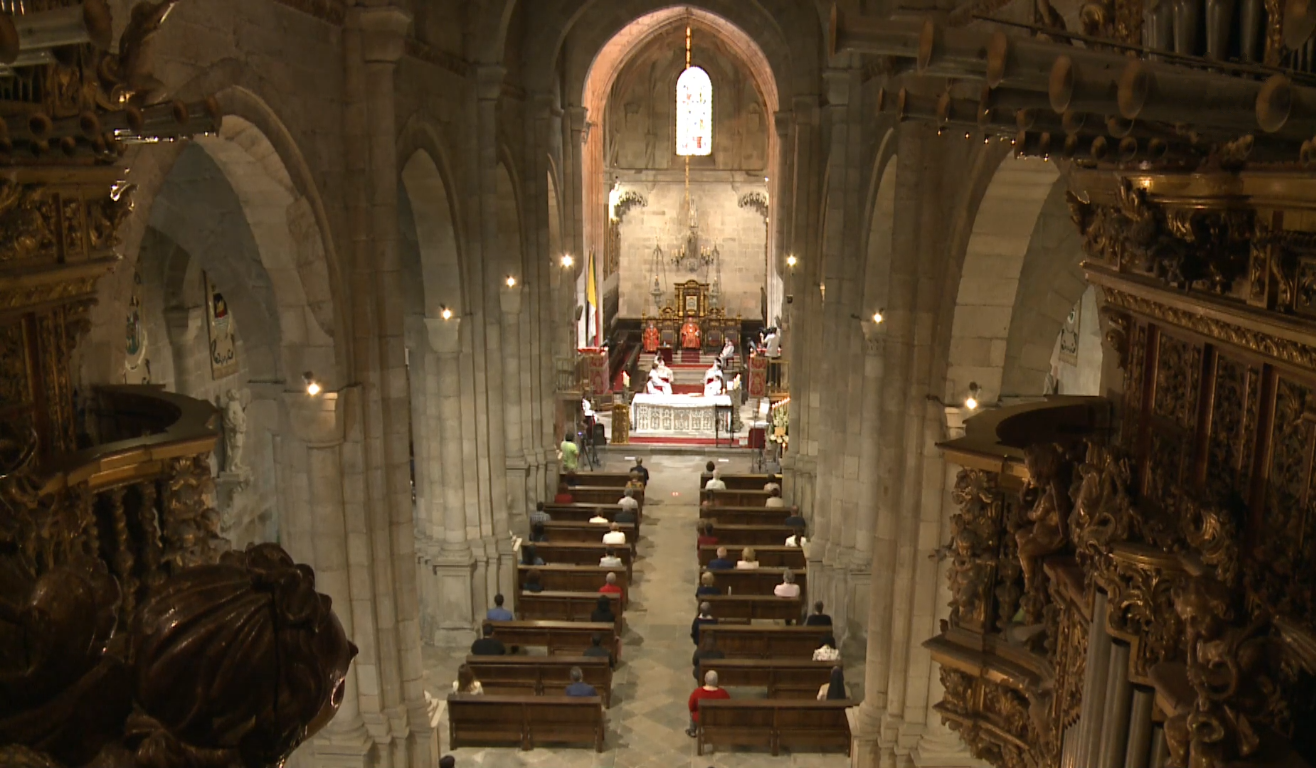
Celebração da Solenidade de Pentecostes na Sé de Braga, com a congregação praticando o distanciamento social

- 29 — Tempo caracterizado na segunda quinzena de maio em onda de calor, com 36 estações meteorológicas em onda de calor com o número de dias a variar entre 6 a 12. Entre os dias 20 e 28 de maio ocorreram noites tropicais, ou seja, valores de temperatura mínima do ar igual ou superior a 20°C.[19]
- 30 — Devido ao fim do estado de emergência e ao levantamento das medidas de confinamento no âmbito do combate à pandemia da doença COVID-19, são retomadas na véspera de Pentecostes as celebrações comunitárias da Missa por decisão da Conferência Episcopal Portuguesa, sujeitas agora a medidas sanitárias como distanciamento físico e uso obrigatório de máscara.[12]

### Junho

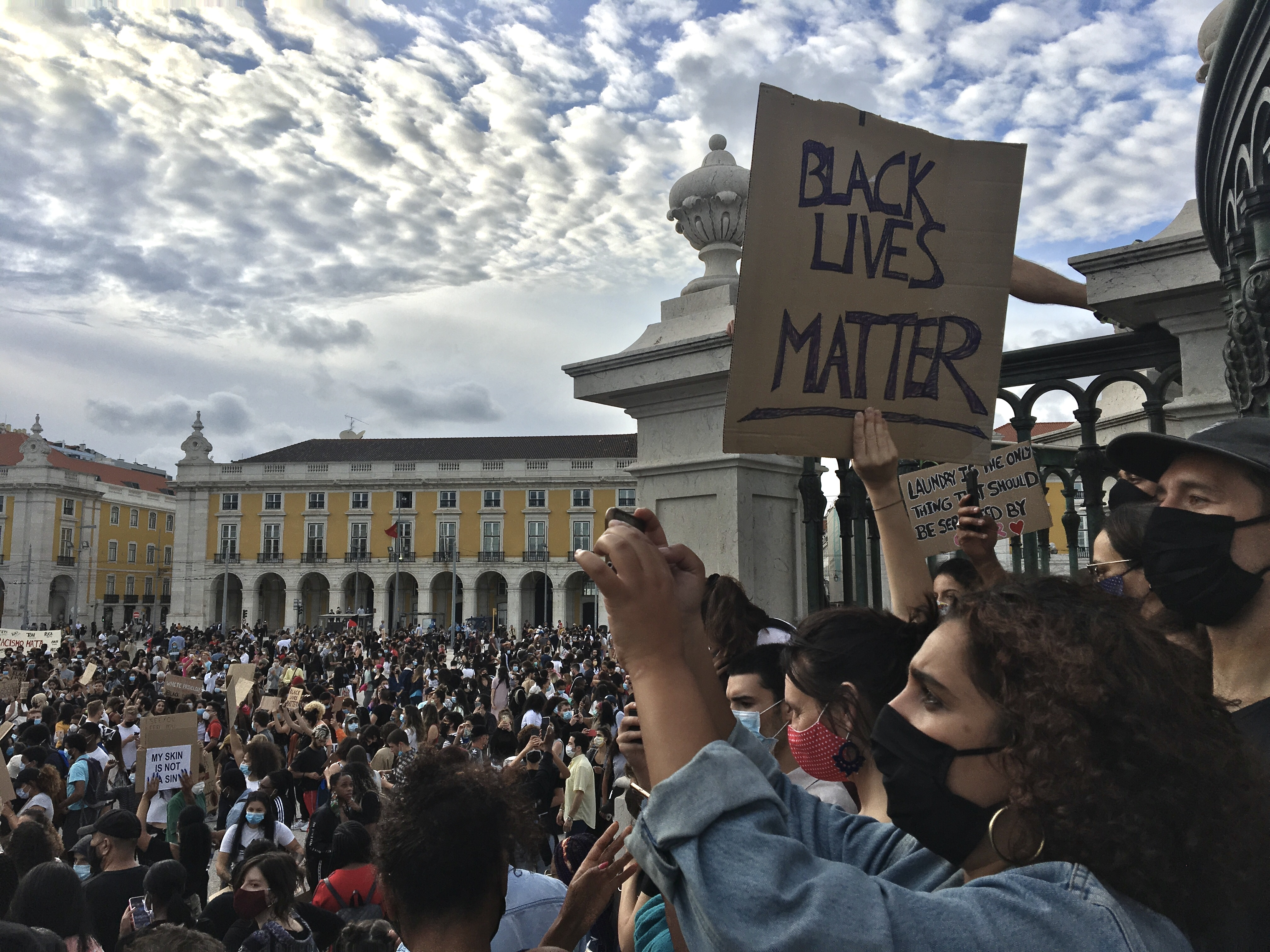
Manifestação Black Lives Matter em Lisboa, em junho de 2020

- 6 — Milhares marcam presença em manifestações antirracistas em Lisboa e no Porto, na sequência do assassinato de George Floyd nos Estados Unidos.[20]
- 9 — O Ministro das Finanças, Mário Centeno, apresenta a sua demissão do Governo com efeitos a 15 de junho; o Primeiro-Ministro, António Costa, anuncia a sua substituição pelo até então Secretário de Estado do Orçamento, João Leão.[21]

### Julho

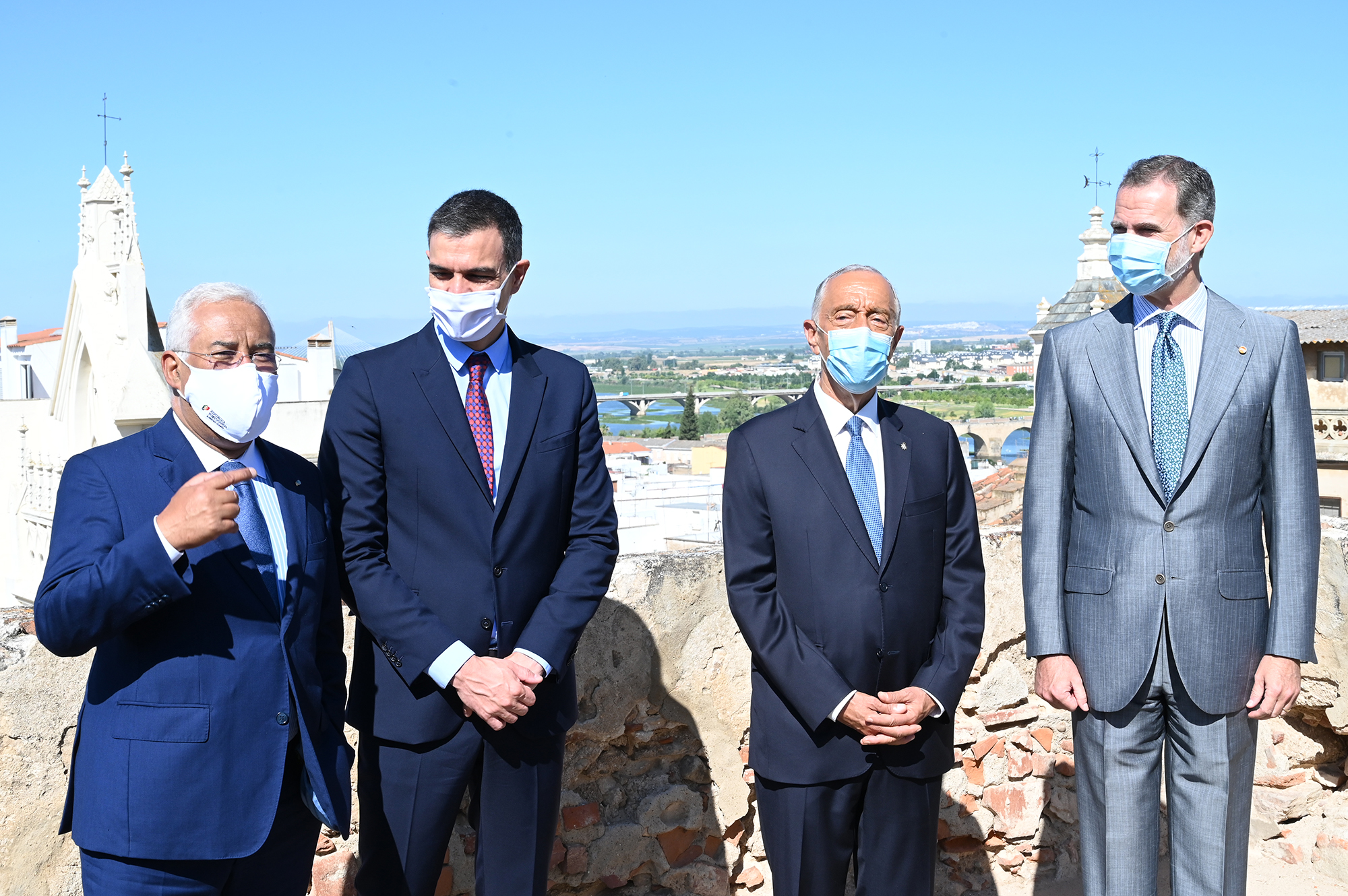
Cerimónia da reabertura da fronteira com Espanha, em 1 de julho

- 1 — Reabertura da Fronteira Espanha-Portugal após o seu fecho durante mais de três meses, motivado pela pandemia de COVID-19; o facto é assinalado por cerimónias oficiais em Badajoz e em Elvas, na presença do Presidente da República, Marcelo Rebelo de Sousa, o rei Filipe VI de Espanha, o chefe do Governo espanhol, Pedro Sánchez, e o Primeiro-Ministro português António Costa.[22]
- 31 — Alfa Pendular com 212 passageiros abalroa acidentalmente uma máquina de conservação de catenária em Soure, descarrilando e fazendo 2 mortos e 7 feridos graves.[23]

### Agosto
- 12 a 23 — Devido aos impactos da pandemia de COVID-19, são retomados os jogos dos quartos-de-final, semifinais, e finais da Liga dos Campeões da UEFA de 2019–20, que tinham sido suspensos em março. É escolhida Lisboa para se realizarem os jogos, e eles decorrem à porta fechada no Estádio José Alvalade e no Estádio da Luz.
- 27 a 13 de setembro — Realiza-se a 90.ª edição da Feira do Livro de Lisboa, mais tarde do que é habitual devido à pandemia de COVID-19.

### Setembro
- 4 a 6 — Tem lugar a 44.ª edição da Festa do Avante!, sob normas de distanciamento social impostas pela Direção-Geral da Saúde no contexto da pandemia de COVID-19, que obrigam a reduzir o número de participantes; na opinião pública, há polémica sobre se a festa se deveria realizar este ano.[24]
- 5 — Reabertura do Teatro Nacional de São Carlos, com uma celebração dos 250 anos do nascimento de Beethoven, sendo apresentado pela Orquestra Sinfónica do Porto o Triplo Concerto estreado pelo próprio compositor em Viena em 1804. Trata-se da primeira programação assinada por Elisabete Matos, que assumiu a direcção artística do teatro em outubro do ano anterior.[25]
- 9 — Marisa Matias anuncia a sua recandidatura à Presidência da República nas eleições de 2021, no Largo do Carmo, em Lisboa.[26]
- 10 — Ana Gomes anuncia a sua candidatura à Presidência da República nas eleições de 2021, na Casa da Imprensa, em Lisboa.[27]
- 10 — Estreia do filme Ordem Moral, de Mário Barroso, sobre a história de Maria Adelaide Coelho da Cunha, com Maria de Medeiros, Marcello Urgeghe, e João Pedro Mamede nos papéis principais.

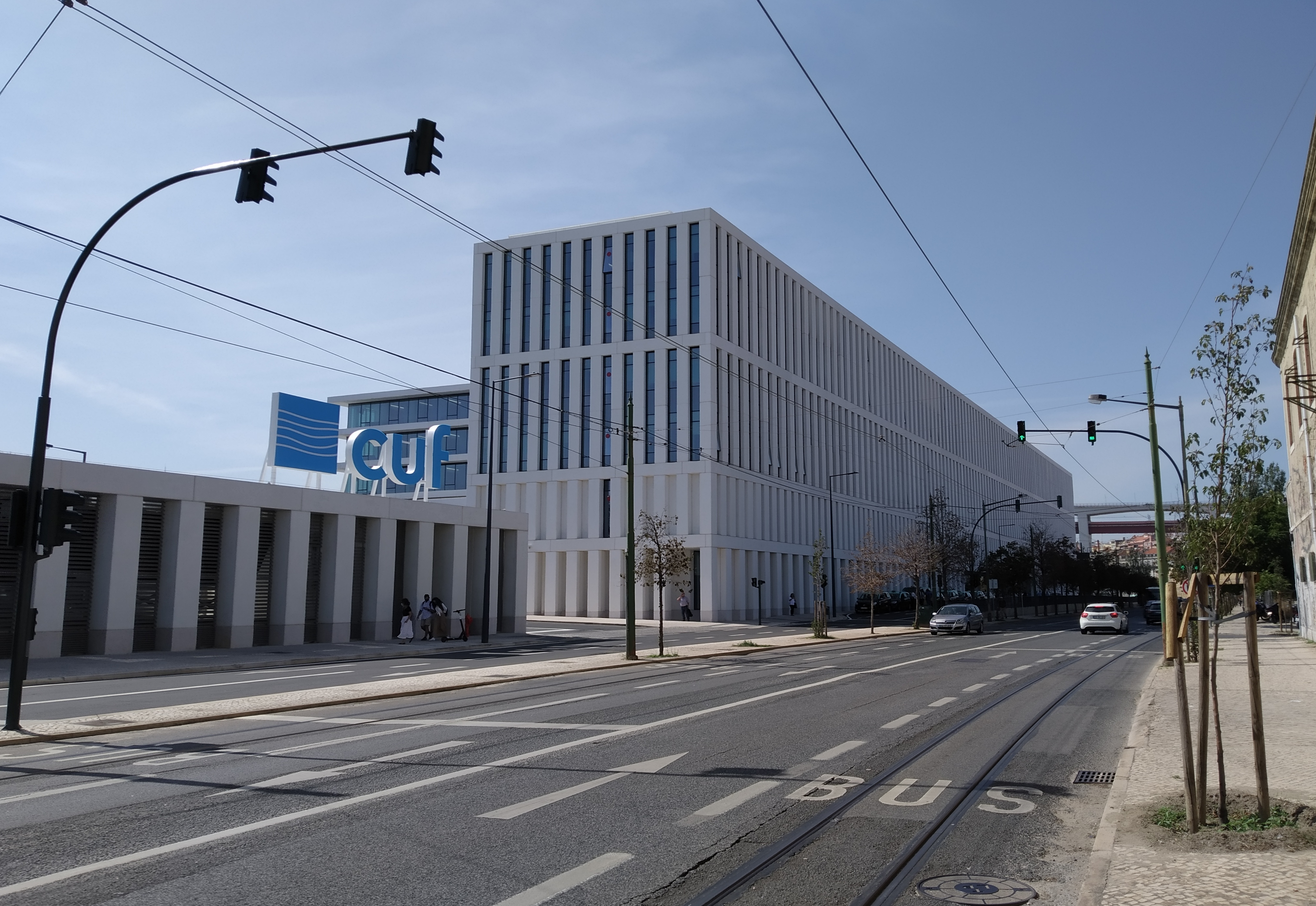
O recém-inaugurado Hospital CUF Tejo, em setembro de 2020

- 17 — Remodelação do XXII Governo Constitucional, com mudanças em seis Secretarias de Estado dos Ministérios da Educação, Saúde, Infraestruturas e Mar.[28]
- 28 — Abertura do Hospital CUF Tejo, que passará a substituir, de forma faseada, o Hospital CUF Infante Santo, o mais antigo hospital privado do país.[29]
- 29 — Um erro técnico nas obras do Parque Urbano da Praça de Espanha, em Lisboa, leva ao desabamento de uma parte do túnel do Metropolitano sobre uma composição que circulava, provocando ferimentos ligeiros em 4 passageiros e a interrupção do serviço em parte de Linha Azul.[30]

### Outubro
- 4 — António Lobo Xavier, Conselheiro de Estado, testa positivo à COVID-19. Dias antes o Conselho de Estado havia reunido no Palácio da Cidadela de Cascais (primeira reunião presencial daquele órgão em tempos de pandemia) na presença da Presidente da Comissão Europeia, Ursula von der Leyen, como convidada. Os presentes são colocados em quarentena até serem testados; não se detetou posteriormente nenhum contágio nos testes efetuados.[31]
- 5 — As comemorações oficiais do 110.º aniversário da Implantação da República decorrem no Salão Nobre dos Paços do Concelho de Lisboa, com restrições devido à pandemia e com a presença limitada a altas figuras do Estado e a vereação lisboeta. O Presidente do Tribunal Constitucional, Manuel da Costa Andrade não comparece por estar ainda a aguardar o resultado do teste à COVID-19 depois de ter participado no Conselho de Estado dessa semana com o infetado António Lobo Xavier.[32]
- 7 — Tomada de posse do juiz conselheiro José Tavares como Presidente do Tribunal de Contas; é a primeira vez na Terceira República Portuguesa que o presidente cessante, Vítor Caldeira, não é reconduzido no cargo para um segundo mandato.[33]
- 11 — É detetado o primeiro caso de COVID-19 entre os membros do Governo, o Ministro da Ciência, Tecnologia e Ensino Superior, Manuel Heitor, logo posto em confinamento domiciliário ainda que assintomático. O ministro teria tido um encontro com a Comissária Europeia da Inovação, Mariya Gabriel, que confirmou estar infetada no dia anterior. Os restantes membros do governo português são rastreados (por ter havido uma reunião do Conselho de Ministros dias antes, com a presença de Manuel Heitor) mas no dia seguinte os testes dão resultados negativos.[34]
- 14 — Devido à recrudescência da pandemia de COVID-19 em Portugal, com os boletins epidemiológicos da Direção-Geral da Saúde a registarem aumentos acentuados nos novos casos diários e no número de vítimas mortais, o Governo anuncia que o país entrará de novo em "estado de calamidade", a partir da meia-noite: as novas medidas para prevenir a expansão da pandemia incluem a proibição dos ajuntamentos de mais de cinco pessoas, a recomendação (e possível introdução de propostas de lei com vista à obrigatoriedade) do uso de máscara facial na via pública e da instalação da aplicação de deteção de contactos nacional, a StayAway Covid.[35]
- 25 — Eleições legislativas regionais nos Açores. O Partido Socialista obtém uma maioria relativa com 39% dos votos (apenas 25 deputados regionais); no entanto, o segundo partido mais votado, o Partido Social Democrata (21 deputados regionais), juntamente com o CDS – Partido Popular (3 deputados regionais) e o Partido Popular Monárquico (2 deputados regionais) formam uma coligação pós-eleitoral de governo[36][37], assegurada com um acordo de apoio parlamentar com o CHEGA (2 deputados regionais) e a coligação[38] e entre o Iniciativa Liberal (1 deputado regional) e o PSD,[39] perfazendo uma maioria absoluta de 29 deputados regionais.

### Novembro

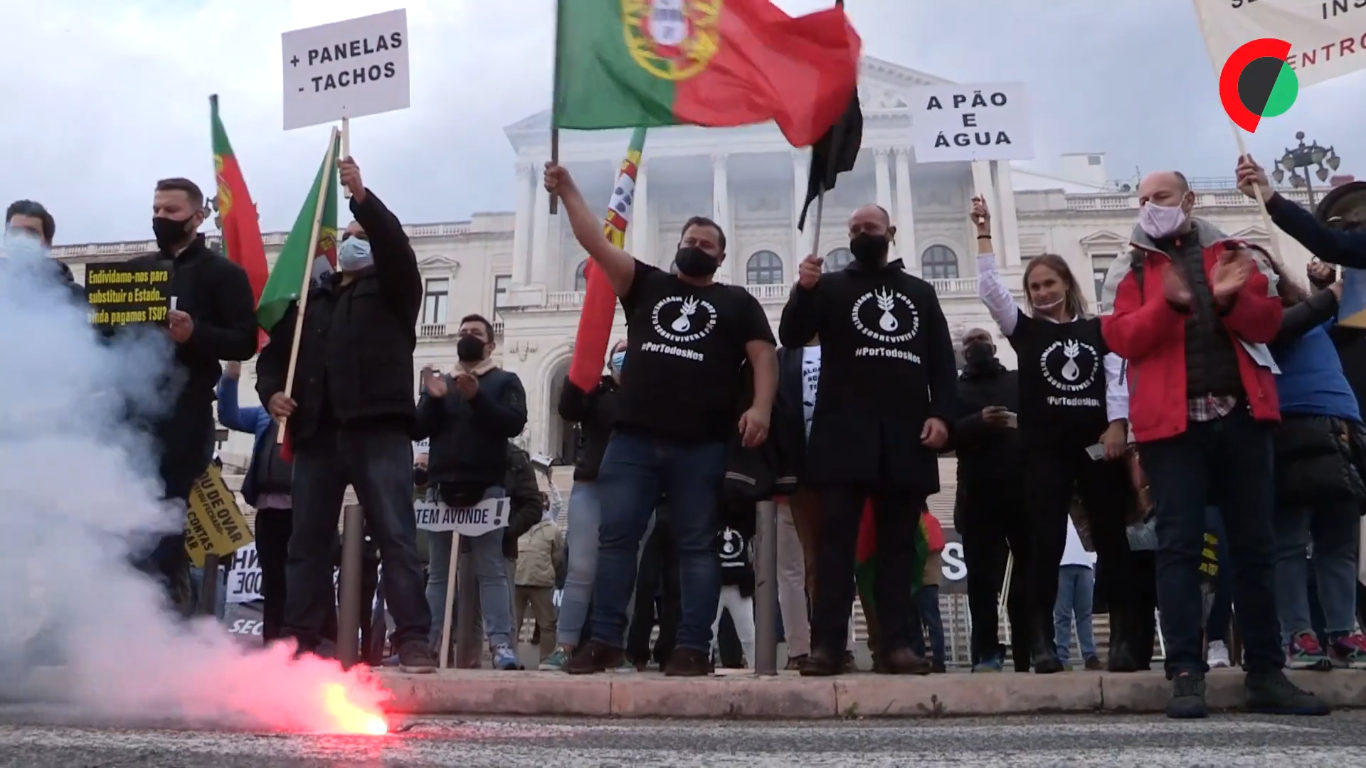
Manifestação diante da Assembleia da República, do movimento "A Pão e Água", que reuniu profissionais dos setores da restauração, comércio e hotelaria para protestar as restrições impostas pelo governo no contexto da pandemia de COVID-19

- 2 — Dia de luto nacional em memória das vítimas da pandemia de COVID-19. O gesto simbólico surge na sequência da proibição geral de circulação entre concelhos de 30 de outubro a 3 de novembro, que abarca o Dia dos Fiéis Defuntos, dia tradicional de homenagem aos mortos em vários cemitérios do país.[40] Até àquela data, o boletim epidemiológico diário da Direção-Geral da Saúde contabilizava 2590 óbitos em 146.847 casos confirmados de infeção no país.[41]
- 6 — Devido à segunda vaga da pandemia de COVID-19, o Presidente da República decreta novamente o estado de emergência em todo o território nacional, produzindo efeitos no período compreendido entre 9 e 24 de novembro.[42]
- 12 — Dia de luto nacional pelas exéquias de Gonçalo Ribeiro Telles, no Mosteiro dos Jerónimos.[43]
- 20 — A Assembleia da República vota a favor da renovação do estado de emergência durante mais quinze dias, até 8 de dezembro. Ao contrário do anterior decreto, fica agora previsto de forma explícita que um infetado com COVID-19 possa ser sujeito a confinamento ou internamento obrigatório.[44]
- 24 — Tomada de posse de José Manuel Bolieiro, líder regional do PSD, convidado a formar o XIII Governo Regional dos Açores pelo Representante da República, Pedro Catarino.[45] Trata-se do primeiro governo de coligação na Região Autónoma dos Açores desde o início da autonomia.

### Dezembro

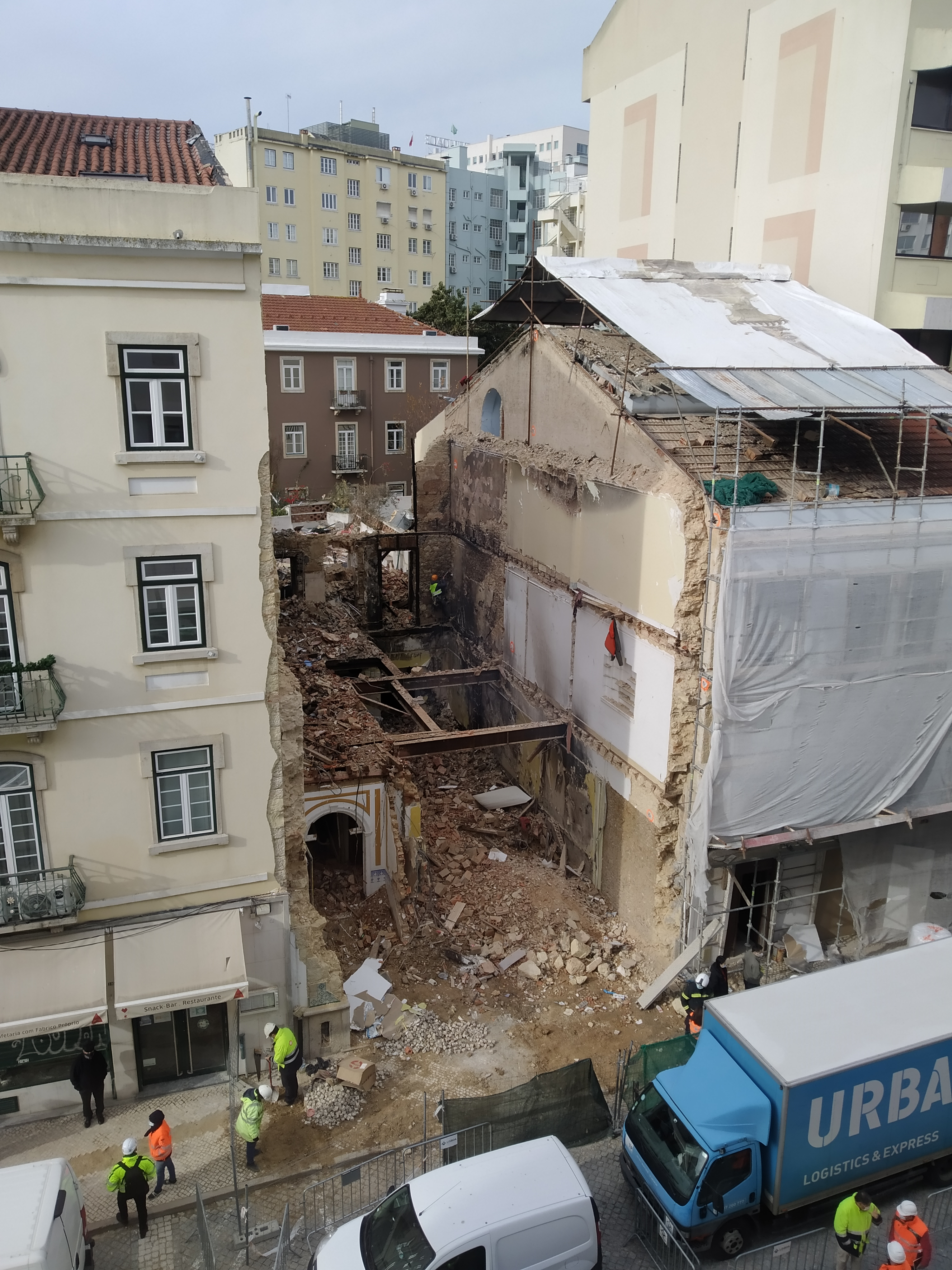
Ruínas do número 41 da Rua de Santa Marta, em Lisboa, fotografadas em janeiro de 2021

- 1 — Devido à situação pandémica que o país atravessa, as comemorações oficiais da Restauração da Independência junto ao Monumento aos Restauradores em Lisboa são abreviadas, durando apenas cerca de 15 minutos, sem quaisquer discursos, e contando apenas com os elementos simbólicos do içar da Bandeira Nacional e da Bandeira da Restauração, e a deposição de flores e evocação dos heróis de 1640.[46]
- 1 — Graça Freitas, Diretora-Geral da Saúde, testa positivo à COVID-19, manifestando sintomas ligeiros; é nessa noite posta em isolamento domiciliário. A Ministra da Saúde, Marta Temido, e o Secretário de Estado Adjunto e da Saúde, António Lacerda Sales, profilaticamente isolados, são testados na madrugada do dia seguinte, com resultado negativo.[47][48]
- 2 — Dia de luto nacional pelas exéquias de Eduardo Lourenço, no Mosteiro dos Jerónimos.[49]
- 4 — A Assembleia da República vota a favor da renovação do estado de emergência durante mais quinze dias, até 23 de dezembro. Nos termos do decreto, fica logo referida a previsível renovação do estado de emergência até 7 de janeiro de 2021, por forma a permitir ao Governo prever e anunciar as medidas a tomar durante os períodos de Natal e Ano Novo.[50]
- 5 — Um aparatoso acidente de viação provoca um morto e três feridos na autoestrada A1 em Santarém junto à saída para o nó para o Cartaxo. A vítima mortal é a cantora Sara Carreira, filha do cantor Tony Carreira e o ferido grave é o namorado desta, o cantor e ator Ivo Lucas e os dois feridos ligeiros são a fadista Cristina Branco e a filha desta de dez anos.[51]
- 7 — Marcelo Rebelo de Sousa anuncia a sua recandidatura à Presidência da República nas eleições de 2021, na Pastelaria Versailles de Belém (no local da antiga pastelaria Chique de Belém), onde fora a sua sede de campanha em 2016.[52]
- 20 — Uma explosão causada por uma fuga de gás faz desabar um prédio de quatro andares, na Rua de Santa Marta no centro de Lisboa, diante do Hospital de Santa Marta. O incidente faz cinco feridos, um ferido grave (que viria a morrer dias depois), e um morto (Gastão Reis, de 24 anos, baixista da banda Zarco).[53]

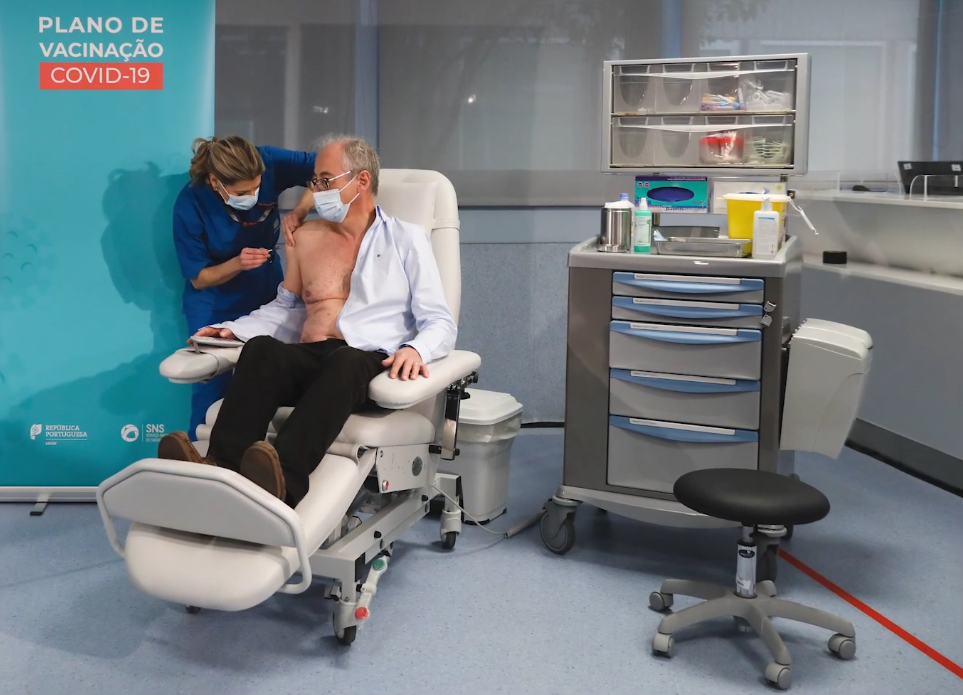
Momento da administração da primeira vacina contra a COVID-19 em Portugal, a António Sarmento, no Hospital Universitário de São João, no Porto

- 17 — Depois do Presidente da República Francesa, Emmanuel Macron, ser diagnosticado com COVID-19, os chefes de governo de Espanha (Pedro Sánchez), Bélgica (Alexander De Croo), Luxemburgo (Xavier Bettel) e o presidente do Conselho Europeu (Charles Michel) isolam-se voluntariamente por precaução, por terem estado juntos no Conselho Europeu de 10 e 11 desse mês, em Bruxelas. O primeiro-ministro António Costa, que não só tinha estado no Conselho Europeu, como tinha almoçado na véspera com Macron no Palácio do Eliseu, é considerado um contacto de alto risco, e fica profilaticamente de quarentena no Palacete de São Bento.[54] Costa testa negativo e retoma a atividade pública regular passados 15 dias, a 30 de dezembro.[55]
- 27 — Início do plano de vacinação contra a COVID-19, destinada numa primeira fase a profissionais de saúde que lidam diretamente com doentes afetados pelo coronavírus SARS-CoV-2. O primeiro português a receber a vacina é António Sarmento, diretor do Serviço de Infecciologia do Hospital Universitário de São João, no Porto, momento acompanhado pela presença da Ministra da Saúde, Marta Temido; minutos depois, em Lisboa, o primeiro a ser vacinado é Fernando Nolasco, diretor do Serviço de Nefrologia do Hospital Curry Cabral. No final do primeiro dia, mais de 2100 profissionais no Porto e mais de 1700 em Lisboa se encontram vacinados.[56]

## Desporto

### Andebol
- Campeonato Português de Andebol de 2019–20

### Automobilismo
- Campeonato Nacional de Ralis
- Campeonato Nacional de Todo–o–Terreno
- Campeonato Nacional de Velocidade
- Campeonato Nacional de Montanha
- Rali de Portugal
- Rali Vinho da Madeira

### Basquetebol
- Campeonato Português de Basquetebol de 2019–20

### Ciclismo
- Volta a Portugal
- Volta ao Alentejo
- Volta ao Algarve
- GP de Torres Vedras

### Futebol
- Primeira Liga de 2019–20
- Segunda Liga de 2019–20
- Taça de Portugal de 2019–20
- Taça da Liga de 2019–20
- Supertaça Cândido de Oliveira de 2020
- Campeonato Nacional de Seniores de 2019–20

### Hóquei em patins
- Campeonato Português de Hóquei em Patins de 2019–20
- Taça de Portugal de Hóquei em Patins de 2019–20

## Mortes

### Janeiro

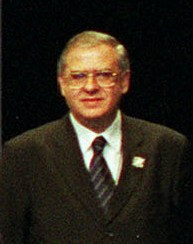
Júlio Castro Caldas

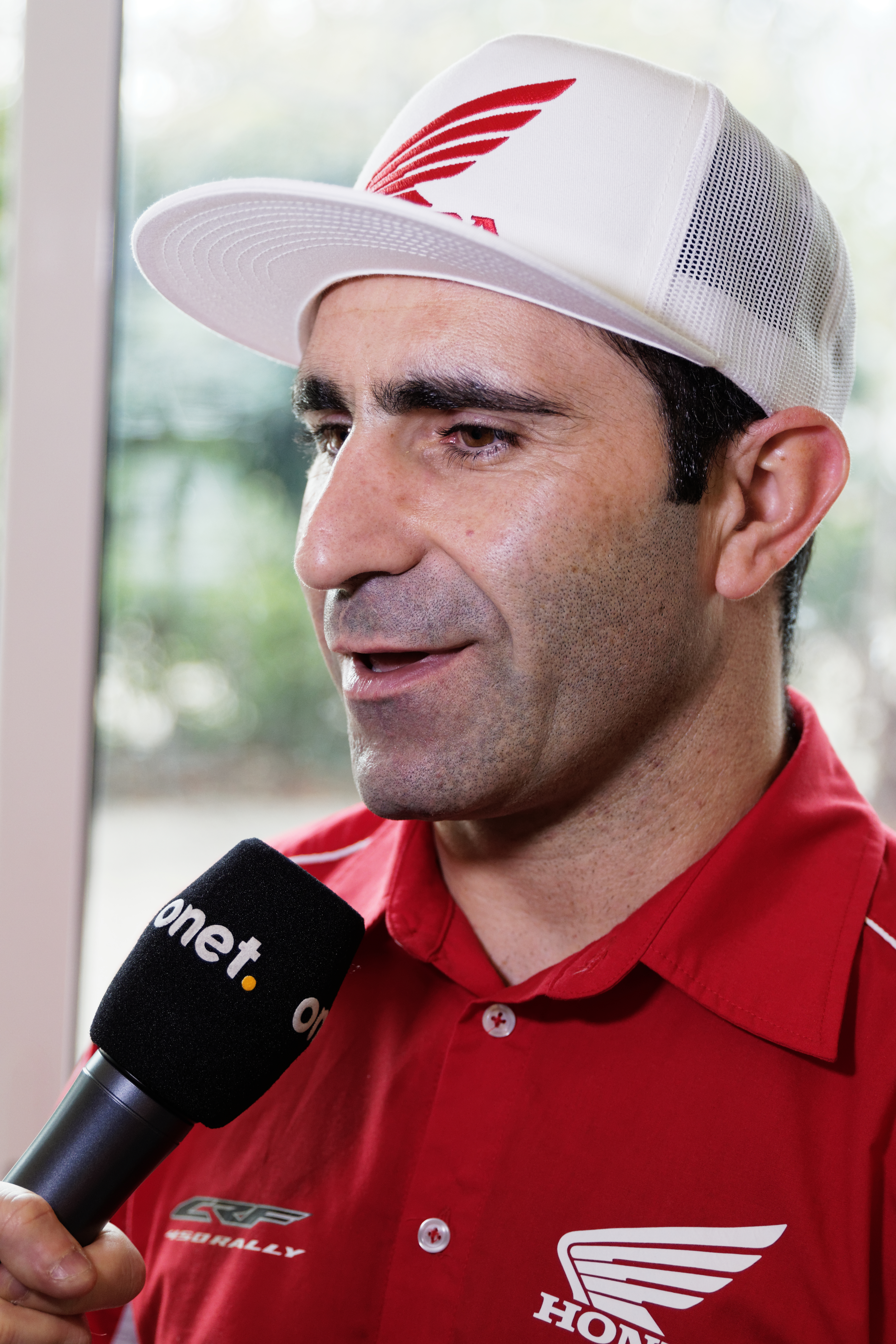
Paulo Gonçalves

- 1 — Benjamim Pereira, antropólogo, fundador do Museu Nacional de Etnologia (n. 1928)[57]
- 2 — Norberto Barroca, ator e encenador (n. 1937)[58]
- 3 — Luís Fernando Andrade, fotógrafo (n. 1942)
- 4 — Júlio Castro Caldas, advogado e político, antigo Bastonário da Ordem dos Advogados e ex-ministro da Defesa (n. 1943)[59]
- 11 — Fernanda Pires da Silva, empresária (n. 1926)[60]
- 12 — Paulo Gonçalves, piloto de rally (n. 1979)[61]
- 13 — Eugénio Barreiros, músico dos Jafumega e dos Mini Pop (n. 1959)[62]
- 23 — José Lemos Ferreira, general piloto-aviador, ex-Chefe do Estado-Maior-General das Forças Armadas (n. 1929)[63]
- 24 — João Taborda, médico pneumologista e fotógrafo (n. 1951)[64]
- 29 — Manuel Resende, jornalista, poeta e tradutor (n. 1948)[65]

### Fevereiro

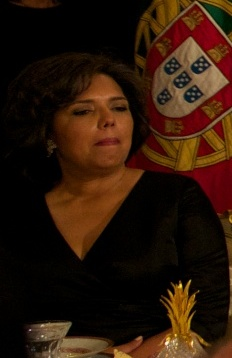
Laura Ferreira

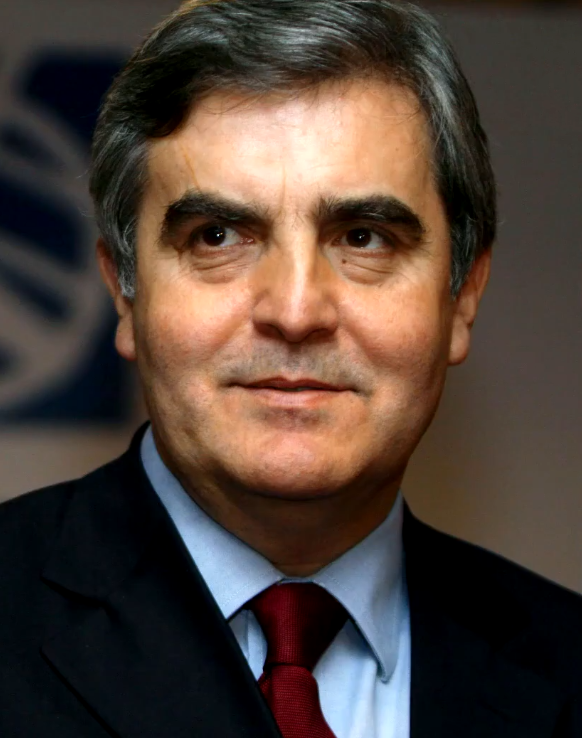
Joaquim Pina Moura

- 7 — João Malaca Casteleiro, linguista (n. 1936)[66]
- 10 — Álvaro Barreto, gestor e político, ministro em vários governos constitucionais (n. 1936)[67]
- 15 — Madalena Sá Pessoa, pianista (n. 1920)[68]
- 16 — Tozé Martinho, ator e argumentista de televisão (n. 1947)[69]
- 20 — Pedro Baptista, escritor e ensaísta (n. 1948)[70]
- 20 — Joaquim Pina Moura, economista e político (n. 1952)[71]
- 21 — João Ataíde das Neves, político, deputado do Partido Socialista e antigo Presidente da Câmara Municipal da Figueira da Foz (n. 1958)[72]
- 21 — Vasco Pulido Valente, ensaísta, escritor e comentador político (n. 1941)[73]
- 25 — Laura Ferreira, mulher do ex-Primeiro-Ministro Pedro Passos Coelho (n. 1966)[74]

### Março
- 15 — Mota Jr., rapper (n. 1991)[75]

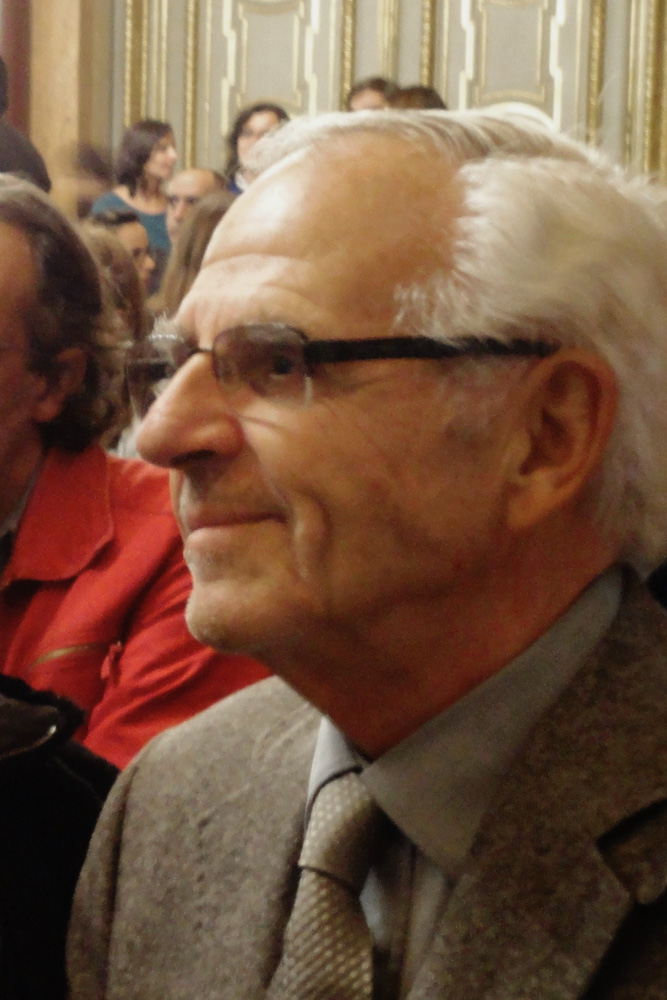
Artur Rosa

- 16 — Mário Veríssimo, massagista desportivo, primeira morte confirmada devido à pandemia de COVID-19 em Portugal (n. 1940)[76]
- 17 — Pedro Barroso, cantor (n. 1950)[77]
- 24 — Artur Rosa, arquiteto e escultor (n. 1926)[78]
- 28 — Júlio Miranda Calha, professor e político (n. 1947)[79]
- 30 — Maria Helena Mira Mateus, linguista (n. 1931)[80]

### Abril
- 9 — Luís Noronha da Costa, artista plástico (n. 1942)[81]
- 14 — Maria de Sousa, imunologista e escritora (n. 1939)[82]
- 17 — Filipe Duarte, ator (n. 1973) [83]

### Maio

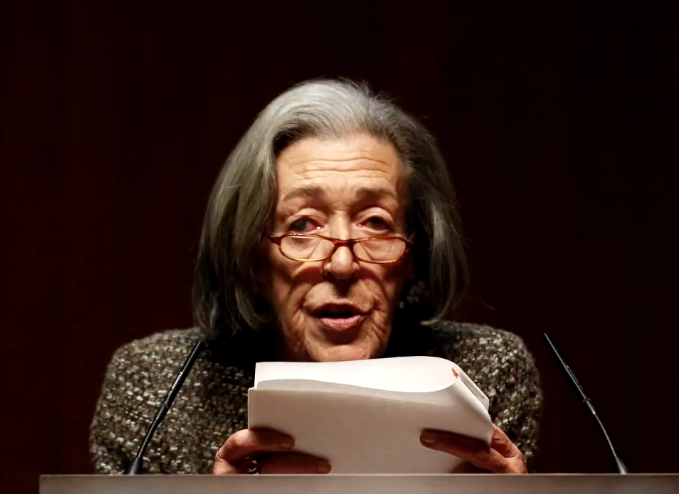
Maria Velho da Costa

- 17 — José Cutileiro, diplomata e cronista (n. 1934)[84]
- 23 — Maria Velho da Costa, escritora (n. 1938)[85]

### Junho
- 9 — José Alberto Tavares Moreira, economista e ex-Governador do Banco de Portugal (n. 1944)[86]
- 10 — Maria José, atriz (n. 1927)[87]
- 20 — Pedro Lima, ator (n. 1971)[88]
- 22 — João Paiva Raposo de Almeida, arquiteto (n. 1928)[89]

### Julho
- 5 — Alfredo Tropa, realizador de cinema (n. 1939)[90]
- 5 — Mário Coelho, bandarilheiro e matador de toiros (n. 1936)[91]
- 7 — António Saleiro, político e advogado (n. 1952)[92]
- 7 — Armando Venâncio, ator (n. 1925)[93]
- 15 — António Franco, diplomata (n. 1944)[94]
- 21 — Luís Filipe Costa, jornalista, radialista e realizador de televisão (n. 1936)[95]
- 25 — Bruno Candé, ator (n. 1980)[96]
- 29 — Nuno Teixeira, realizador (n. 1943)[97]
- 31 — Joaquim Veríssimo Serrão, historiador (n. 1925)[98]

### Agosto

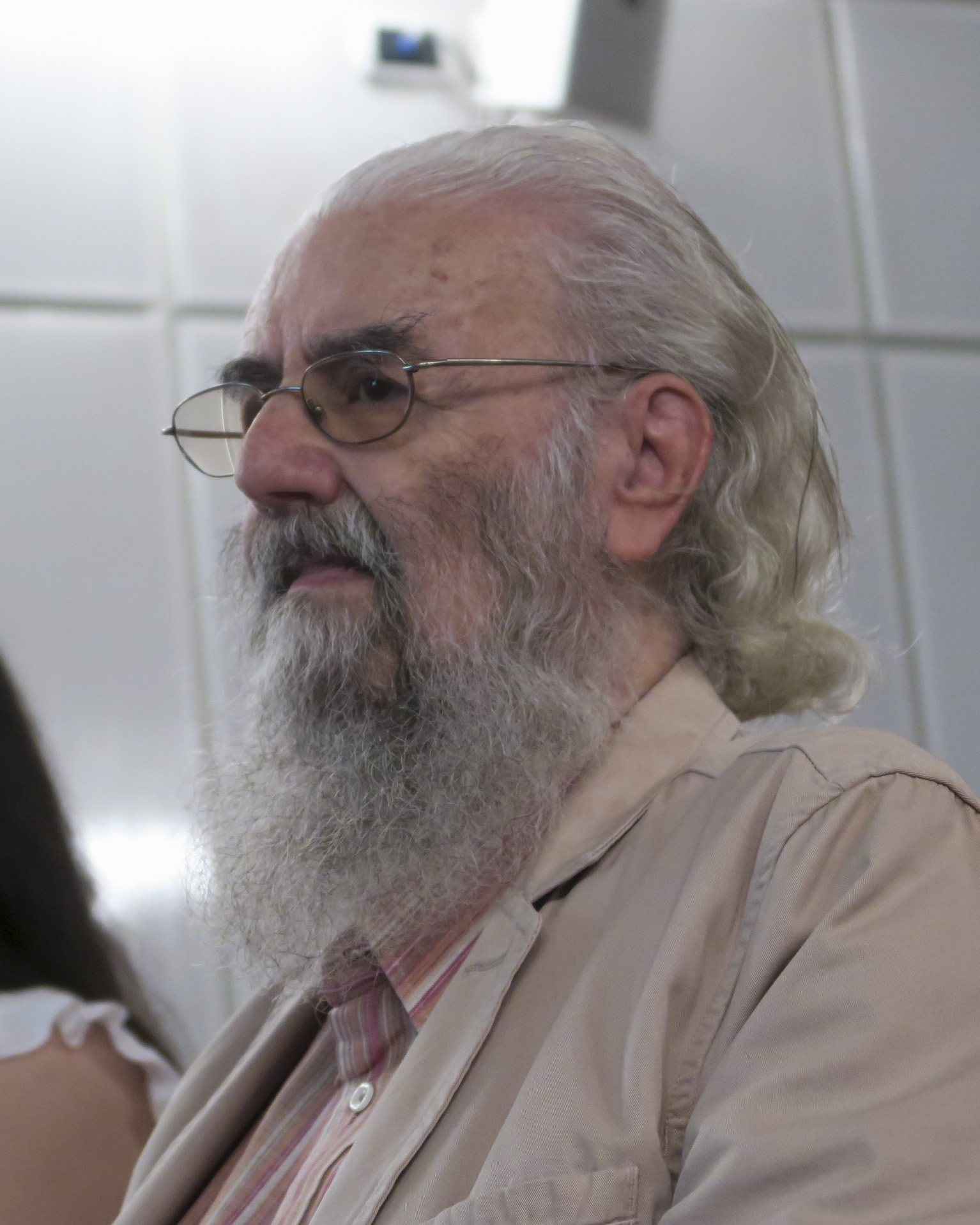
E. M. de Melo e Castro

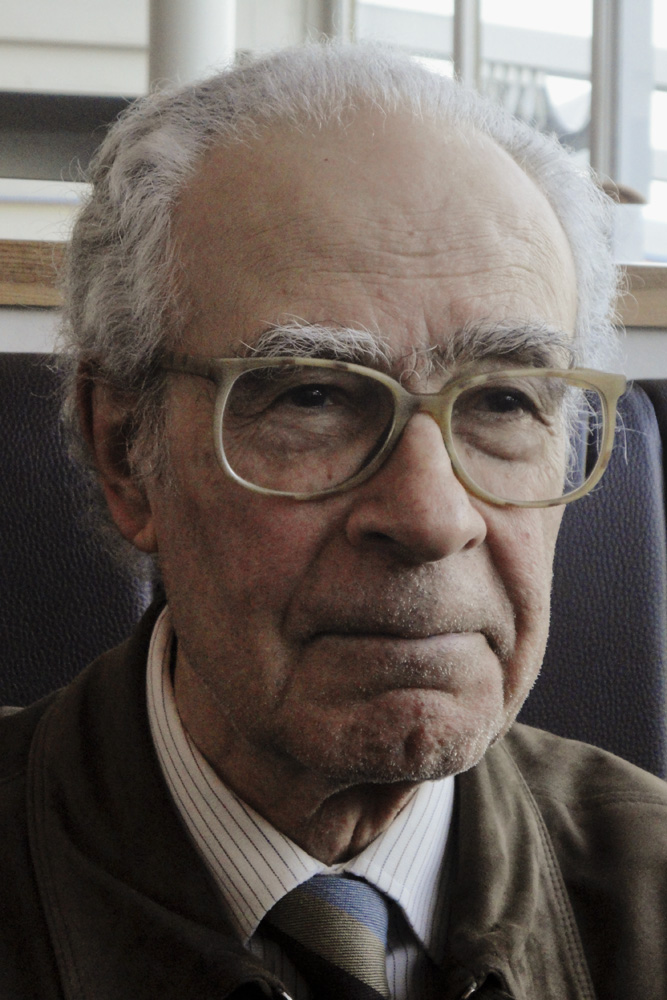
Nikias Skapinakis

- 6 — Fernanda Lapa, atriz e encenadora (n. 1943)[99]
- 17 — Mário de Araújo Cabral, automobilista e primeiro português a competir na Fórmula 1 (n. 1934)[100]

- 27 — Manuel Lopes da Costa, diplomata (n. 1933)[101]
- 29 — E. M. de Melo e Castro, escritor e pioneiro da poesia experimental portuguesa (n. 1932)[102]
- 26 — Nikias Skapinakis, pintor (n. 1931)[103]
- 31 — José Vaz Pereira, crítico de cinema (n. 1931)[104]

### Setembro

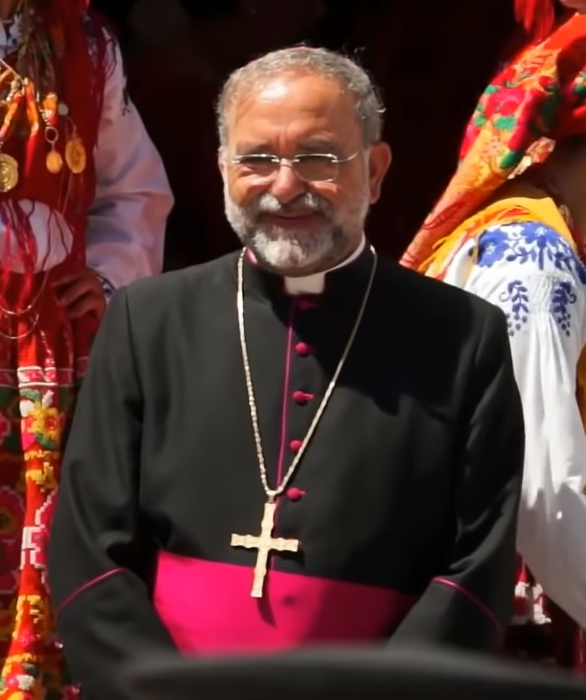
D. Anacleto Oliveira

- 2 — Francisco Espadinha, editor e fundador da Editorial Presença (n. 1934)[105]
- 3 — Dito, jogador (n. 1962)[106]
- 8 — Vicente Jorge Silva, cofundador e primeiroeiro diretor do jornal Público (n. 1945)[107]
- 18 — D. Anacleto Oliveira, bispo de Viana do Castelo (n. 1946)[108]
- 20 — Maria Aliete Galhoz, poetisa, ensaísta e investigadora literária (n. 1929)[109]
- 28 — Jorge Salavisa, bailarino e coreógrafo (n. 1939)[110]

### Outubro
- 8 — Fernando Alberto Ribeiro da Silva, político e ex-governador civil de Braga (n. 1931)[111]
- 13 — Tony Lemos, cantor, membro do grupo Santamaria (n. 1972)[112]
- 21 — José António Esperança Pina, médico e professor catedrático (n. 1938)[113]

### Novembro

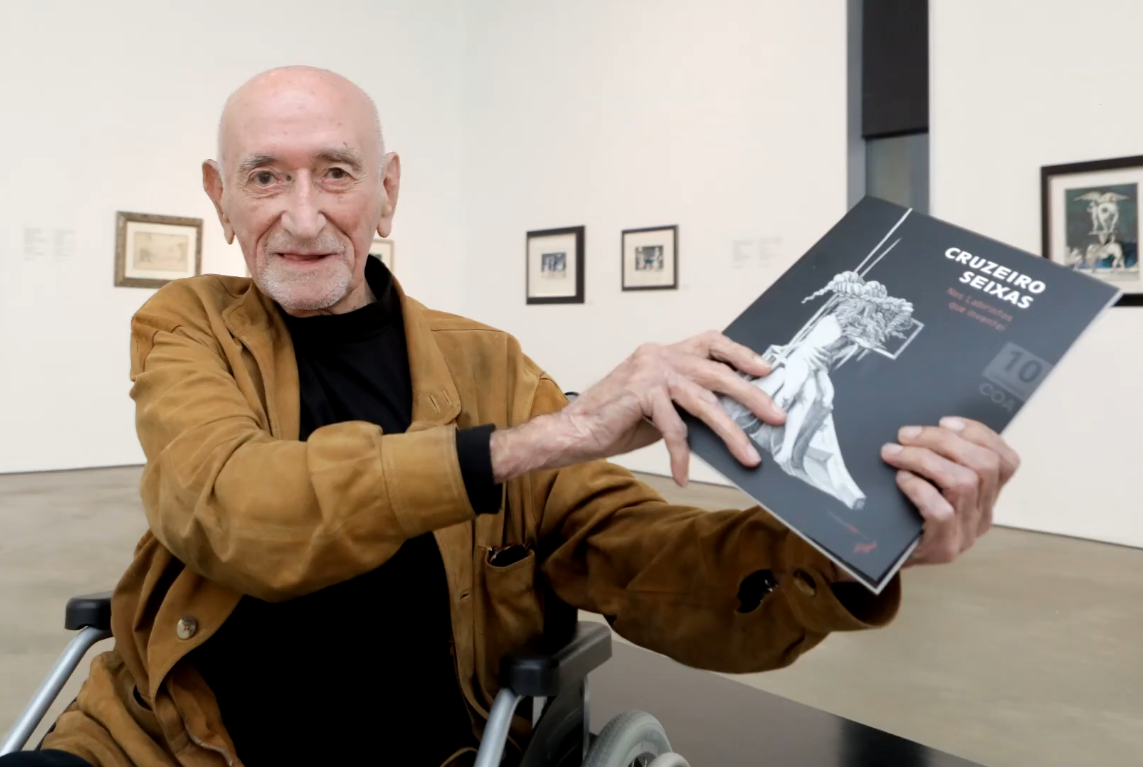
Cruzeiro Seixas

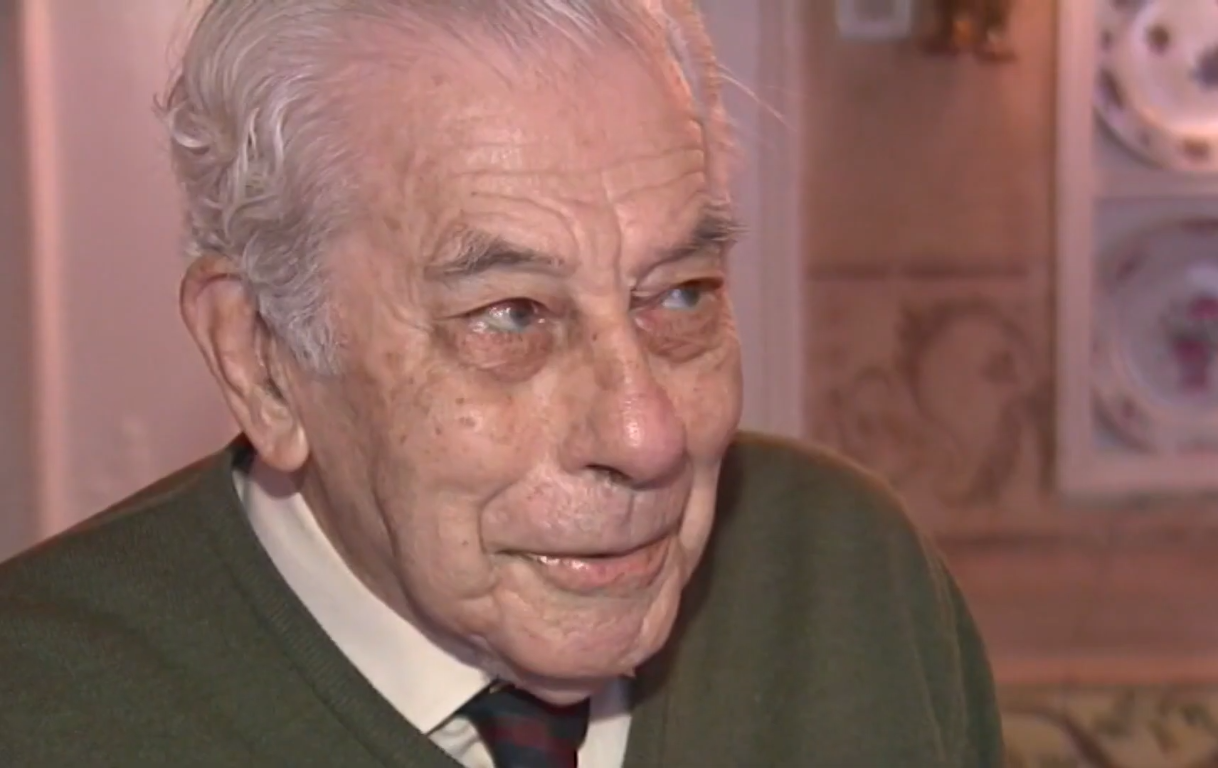
Gonçalo Ribeiro Telles

- 7 — James Symington, produtor de vinho do Porto (n. 1934)[114]
- 8 — Cruzeiro Seixas, artista plástico, um dos fundadores do surrealismo português (n. 1920)[115]
- 10 — Artur Portela, Filho, jornalista, escritor e tradutor (n. 1937)[116]
- 11 — Gonçalo Ribeiro Telles, arquiteto paisagista e político (n. 1922)[117]
- 15 — Luís Macedo, um dos principais "Capitães de Abril" (n. 1947)[118]
- 26 — Reinaldo Teles, pugilista, gestor e administrador desportivo do Futebol Clube do Porto (n. 1950) [119]
- 28 — Vítor Oliveira, treinador de futebol português (n. 1953)[120]

### Dezembro

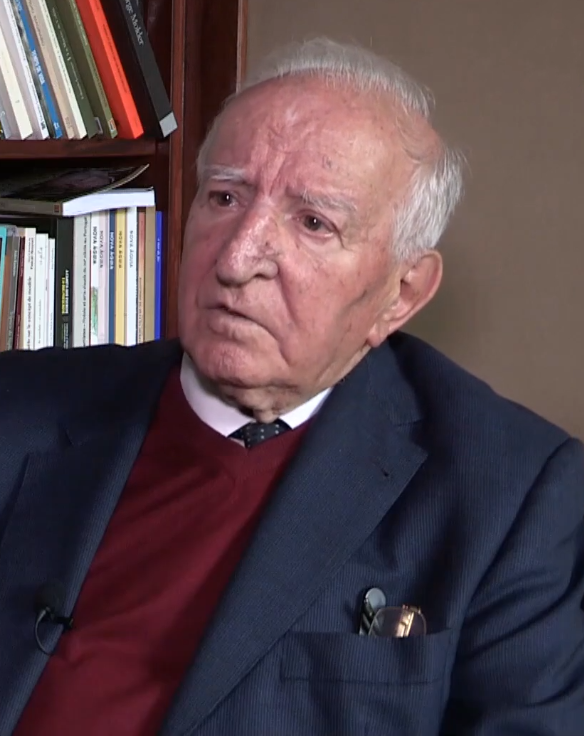
Eduardo Lourenço

- 1 — Eduardo Lourenço, filósofo e ensaísta (n. 1923)[121]
- 5 — Sara Carreira, cantora (n. 1999)[122]
- 15 — Nuno Moreira, político, dirigente do CDS-PP (n. 1973)[123]
- 20 — Gastão Reis, músico, baixista da banda Zarco (n. 1996) [124]
- 22 — Matheus, músico, membro da dupla Lucas & Matheus (n. 1963)[125]